# Васильевка (Иркутская область)
Васи́льевка — село в Баяндаевском районе Иркутской области России. Административный центр муниципального образования «Васильевск». Находится примерно в 24 км к западу от районного центра.

## Население
| 2002 | 2010 | 2011 | 2012 |
| ---- | ---- | ---- | ---- |
| 396  | ↘352 | ↘350 | ↘345 |

Гендерный состав
По данным Всероссийской переписи в 2010 году в селе 172 мужчины и 180 женщин из 352 человек.